# Наполовина Нелсън
„Наполовина Нелсън“ (на английски: Half Nelson) е американски драматичен филм от 2006 г. на режисьора Райън Флек. Премиерата е на 23 януари 2006 г. на кинофестивала „Сънданс“, а по кината в САЩ филмът излиза на 11 август 2006 г.

## Актьорски състав
| Актьор                | Роля    |
| --------------------- | ------- |
| Райън Гослинг         | Дан Дън |
| Шарика Епс            | Дрей    |
| Антъни Маки           | Франк   |
| Моник Габриела Кърнен | Изабел  |
| Денис О'Хеър          | Джимбо  |

## Награди и номинации
| Категория                          | Номиниран(и)                | Резултат                    |
| Оскар (25 февруари 2007 г.)        | Оскар (25 февруари 2007 г.) | Оскар (25 февруари 2007 г.) |
| ---------------------------------- | --------------------------- | --------------------------- |
| Най-добра мъжка роля               | Райън Гослинг               | номинация                   |
| Сателит (18 декември 2006 г.)      |                             |                             |
| Най-добър филм – драма             | Най-добър филм – драма      | номинация                   |
| Най-добър актьор в драматичен филм | Райън Гослинг               | номинация                   |